# Technopole Alimentec

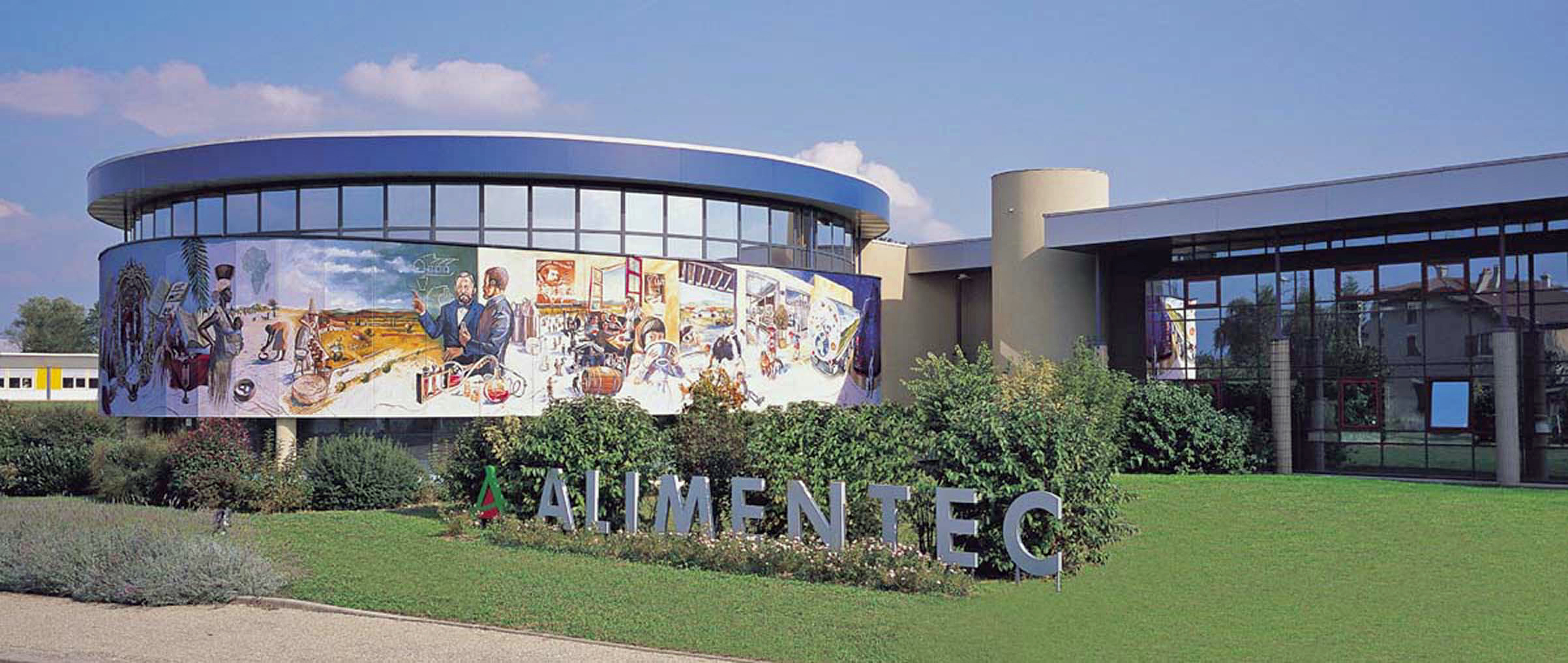
Technopole Alimentec

Le technopole Alimentec est un technopole français, situé dans le département de l'Ain.
Alimentec est axé sur le développement de l'agroalimentaire plus particulièrement sur les thématiques de l'aliment et de l'emballage en agroalimentaire.
Consulter le site internet : https://www.alimentec.com/

## Présentation
Le technopole a été créé en 1992 avec l’aide de la région, de l’État, des collectivités locales (ville de Bourg-en-Bresse et le conseil départemental de l'Ain) et de la chambre de commerce et d'industrie de l'Ain. Gérée à l'origine par l'association Alimentec Gestion, elle l'est depuis le 1er janvier 1998 par le syndicat mixte du technopole Alimentec.
En 2004, ce technopole regroupe dix structures (centres techniques, laboratoires, université, incubateur et entreprises) sur 10 000 m2 et 250 étudiants,.

## Le Syndicat mixte du technopole Alimentec (SMTA)
Ses activités sont liées au développement de la filière agroalimentaire et des secteurs connexes (fabricants d’emballage, équipementiers) :
- Rapprochement entre les acteurs de la filière agroalimentaire de l’Ain et de la région Auvergne-Rhône-Alpes ;
- Appui à l’innovation, à la recherche ;
- Animation de la filière agroalimentaire par diverses actions ;
- Accompagnement à la création d'entreprise, notamment via une pépinière.

### Novalim-Alimentec
Novalim-alimentec est un service du SMTA qui propose un accompagnement aux entreprises et aux créateurs dans le développement de projets, propose des formations, et mène des actions d'animation de la filière agroalimentaire.

### Le centre d'essais du technopole Alimentec
En 2012, le SMTA met en place le centre d'essais du technopole Alimentec (CETA), une halle technologique permettant de réaliser des essais de transformation et d’emballage en mode « pilote » ou pré-industriel, pour la mise au point de recettes, le développement ou l'optimisation d’un processus de fabrication, les études de faisabilité technique, et la réalisations de pré-séries,.

### La pépinière d'entreprises
Gérée par le SMTA, cette pépinière d'entreprises permet aux créateurs d'entreprises de commencer leur projet, qu'il soit en lien ou non avec l'agroalimentaire,.

## Technique et recherche

### Actalia Sensoriel
Actalia sensoriel est un institut technique agro-industriel incluant un laboratoire d’analyses sensorielles anciennement nommé « Les Maisons du Goût ». Il assure notamment les séances de dégustations réalisées à l'aide d'un panel de consommateur type, avant le lancement d'un produit sur le marché.

### Biodymia
Le laboratoire de recherche équipe mixte d'accueil Université Lyon 1 - ISARA Lyon no 3733 travaille à la maîtrise de la qualité microbiologique des productions alimentaires avec une focalisation sur les produits frais et les surfaces à leur contact au cours de leur élaboration puis de leur conservation.

### Le Centre technique de la conservation des produits agricoles (CTCPA)
Le CTCPA est un centre technique industriel (CTI) qualifié d'institut technique agro-industriel (ITAI) travaillant à la conservation des produits alimentaires, et à l'analyse des matériaux d’emballages et des aliments emballés.

### Le laboratoire départemental d'analyses (LDA01)
C'est un laboratoire indépendant d'analyses microbiologiques, physico-chimiques et parasitaires dans les milieux agroalimentaires (aliments, environnement, eau...).

## Les structures de formation
L'IUT Lyon 1 y a installé ses départements génie biologique option industries alimentaires et biologiques et son master génie des procédés alimentaires. 
De son côté, Agroalimentaire conseil est une structure proposant des formations agroalimentaires et propose également un accompagnement des entreprises à l'obtention des certifications telles que IFS, BRC ou HACCP.

## La plateforme collaborative
La plateforme technologique innovante en emballage (PTI Alimentec), ouverte en 2014, vise à accélérer l’innovation dans le domaine des emballages en contact alimentaire,.
Cofinancée par l’Union européenne via le FEDER, la plateforme implique les partenaires Actalia sensoriel, le CTCPA, le laboratoire Biodymia de l'Université Lyon 1, Novalim-Alimentec, Lyon ingénierie projets et Plastipolis.
Elle assure le montage de programmes collaboratifs traitant prioritairement de conception fonctionnelle, d'écoconception des emballages, de conception sûre des emballages et de perception du consommateur.

## Accès
Alimentec est facilement accessible par voiture car elle se situe au bord de la D1083, qui relie Bourg-en-Bresse à Lyon et Lons-le-Saunier permettant d'autre part un accès rapide au centre-ville. En outre, le technopole de trouve à proximité de la rocade de Bourg-en-Bresse qui permet une desserte de la couronne de Bourg-en-Bresse. 
Une station de vélos en libre-service du réseau Rubis'Vélo, nommée Alimentec, est située à proximité immédiate d'Alimentec.
Le technopole est aussi desservi par la ligne 2 du Réseau Rubis de bus qui irrigue Bourg-en-Bresse et son agglomération.